# Hanna Gedin
Hanna Gedin (née le 11 mars 1978) est une femme politique suédoise et députée européenne du Parti de gauche. 

## Biographie
Gedin est née en 1978 dans la campagne de Scanie et grandit à Norra Fäladen à Lund,. Elle rejoint le Parti de gauche à l'âge de 15 ans. Elle occupe le poste de secrétaire adjointe du parti pendant cinq ans, quittant ce poste en décembre 2022. Elle est élue députée européenne lors des élections du Parlement européen de 2024,. Elle est mentionnée comme candidate potentielle à la tête du parti pour succéder à Jonas Sjöstedt.